# Municipio de Rooks Creek
El municipio de Rooks Creek (en inglés, Rooks Creek Township) es un municipio del condado de Livingston, Illinois, Estados Unidos. Tiene una población estimada, a mediados de 2022, de 550 habitantes.
Abarca una zona exclusivamente rural.

## Geografía
Está ubicado en las coordenadas 40°53′14″N 88°45′29″O / 40.88722, -88.75806. Según la Oficina del Censo de los Estados Unidos, tiene una superficie de 94.4 km², correspondientes en su totalidad a tierra firme.

## Demografía
Según el censo de 2020, en ese momento había 514 personas residiendo en la zona. La densidad de población era de 5.4 hab./km². El 96.50 % de los habitantes eran blancos, el 0.19 % era afroamericano, el 0.39 % eran asiáticos, el 0.19 % era amerindio, el 0.97 % eran de otras razas y el 1.75 % eran de una mezcla de razas. Del total de la población, el 2.72 % eran hispanos o latinos de cualquier raza.